# Anselmo de la Matta
Anselmo de la Matta (Sevilla, 30 de noviembre de 1658 - Candelária, alrededor de 1732) fue un sacerdote jesuita hispano-brasileño.

## Biografía
Fue arquitecto, misionero y escultor, siendo uno de los organizadores y participnates en la reducción de San Nicolás, los Siete pueblos, la segunda fundación de la reducción en 1687 y constructor de la iglesia del pueblo, y es autor de obras de escultura y tallas para la decoración de este templo. Bajo su influencia de São Nicolau se convirtió en una de las reducciones más importantes de las Misiones Orientales, alcanzando un alto nivel de desarrollo cultural y convirtiéndose en un centro para la producción de artículos decorativos sagrados para las otras nuevas reducciones de la región.